# Mosfellsbær
Mosfellsbær – miasto w południowo-zachodniej Islandii, położone na północny wschód od stolicy kraju Reykjavíku, nad zatoką Leiruvogur (część zatoki Kollafjörður, wchodzącej w skład Zatoki Faxa), u ujścia rzeki Leiruvogsá. Stanowi wysuniętą najbardziej na północ część zespołu miejskiego Wielkiego Reykjavíku. Wchodzi w skład gminy Mosfellsbær, w regionie stołecznym Höfuðborgarsvæðið. Na początku 2018 roku zamieszkiwało je 10,2 tys. osób.
W mieście znajduje się fabryka wełny, rozwinęła się działalność usługowa. Dla turystów udostępniony jest do zwiedzania dom laureata Nagrody Nobla, pisarza Halldóra Laxnessa.
W Mosfellsbær jest biblioteka w której działa punkt informacji turystycznej. Z pobliskiego szczytu Lágafellsklif można zobaczyć górę Esja, Snæfellsjökull, a nawet Reykjavík.
Drogą nr 36 można dojechać do Parku Narodowego Þingvellir.
Z miasta pochodzi muzyk Ólafur Arnalds oraz zespół Kaleo.

## Współpraca
- Loimaa, Finlandia
- Skien, Norwegia
- Gmina Thisted, Dania
- Uddevalla, Szwecja